# Escrime aux Jeux paralympiques
L'escrime handisport est l'un des dix-neuf sports pratiqué aux Jeux paralympiques, et l'un des sept sports encore pratiqués à avoir été introduits lors des Jeux inauguraux de Rome, 1960. Des épreuves d'escrime ont été disputées à chaque édition des Jeux paralympiques et sont programmées pour avoir lieu en 2016.

## Règlement
Le règlement international est le même que celui publié par la Fédération Internationale d'Escrime, adapté à la pratique du sport en fauteuil.

## Catégories
L'escrime handisport aux Jeux paralympiques se divise en deux catégories de compétition; Il en existe une troisième, qui n'est pas admise aux Jeux paralympiques :
- Catégorie A : Escrimeurs avec équilibre du tronc, en pleine possession de la mobilité du haut du corps
- Catégorie B : Escrimeurs sans équilibre du tronc, possédant néanmoins l'usage d'un ou deux membres supérieurs

## Éditions
L'escrime en fauteuil fait partie du programme paralympique depuis la création des Jeux en 1960.
| N°   | Année | Ville            | Meilleure nation |
| ---- | ----- | ---------------- | ---------------- |
| I    | 1960  | Rome             | Italie           |
| II   | 1964  | Tokyo            | Italie           |
| III  | 1968  | Tel Aviv         | Italie           |
| IV   | 1972  | Heidelberg       | Italie           |
| V    | 1976  | Toronto          | France           |
| VI   | 1980  | Arnhem           | France           |
| VII  | 1984  | Stoke Mandeville | France           |
| VIII | 1988  | Séoul            | France           |
| IX   | 1992  | Barcelone        | France           |
| X    | 1996  | Atlanta          | France           |
| XI   | 2000  | Sydney           | Pologne          |
| XII  | 2004  | Athènes          | Hong Kong        |
| XIII | 2008  | Pékin            | Chine            |
| XIV  | 2012  | Londres          | Chine            |
| XV   | 2016  | Rio de Janeiro   | Chine            |
| XVI  | 2020  | Tokyo            | Chine            |
| XVII | 2024  | Paris            | Chine            |

## Tableau des médailles
Après les Jeux paralympiques de 2020.
Les différences numériques entre les médailles d'or, d'argent et de bronze s'expliquent par le fait qu'avant 1988, les différentes compétitions réunissaient parfois moins de trois participants. En 1984, une seule compétitrice se présente au fleuret individuel, catégorie 1, et décroche donc la médaille d'or sans combattre.
| Rang  | Nation               | Or  | Argent | Bronze | Total |
| ----- | -------------------- | --- | ------ | ------ | ----- |
| 1     | France               | 62  | 43     | 38     | 143   |
| 2     | Chine                | 33  | 18     | 12     | 63    |
| 3     | Italie               | 28  | 33     | 28     | 89    |
| 4     | Hong Kong            | 22  | 18     | 16     | 56    |
| 5     | Allemagne (dont RFA) | 12  | 23     | 19     | 54    |
| 6     | Grande-Bretagne      | 11  | 12     | 25     | 48    |
| 7     | Pologne              | 10  | 13     | 10     | 32    |
| 8     | Hongrie              | 4   | 12     | 11     | 27    |
| 9     | Israël               | 4   | 6      | 7      | 17    |
| 10    | Ukraine              | 3   | 5      | 6      | 14    |
| 11    | Corée du Sud         | 3   | 1      | 1      | 5     |
| 12    | Russie               | 2   | 2      | 3      | 7     |
| 13    | Thaïlande            | 2   | 1      | 3      | 6     |
| 14    | Biélorussie          | 1   | 1      | 0      | 2     |
| 14    | Brésil               | 1   | 1      | 0      | 2     |
| 15    | Espagne              | 1   | 0      | 4      | 5     |
| 17    | Belgique             | 0   | 1      | 4      | 5     |
| 18    | Koweït               | 0   | 1      | 2      | 3     |
| 18    | États-Unis           | 0   | 1      | 2      | 3     |
| 20    | Australie            | 0   | 1      | 1      | 2     |
| 20    | Grèce                | 0   | 1      | 1      | 2     |
| 20    | Pays-Bas             | 0   | 1      | 1      | 2     |
| 22    | Géorgie              | 0   | 1      | 0      | 1     |
| 22    | Irak                 | 0   | 1      | 0      | 1     |
| 22    | Japon                | 0   | 1      | 0      | 1     |
| Total | Total                | 199 | 198    | 194    | 591   |